# Pic du Milieu
El Pic du Milieu o pic del Mig (en aragonès Cableto de ra Labaza) és una muntanya de 3.131 m d'altitud, amb una prominència de 16 m, que es troba al massís del Vinyamala, entre la província d'Osca (Aragó) i el departament dels Alts Pirineus (França).